# Église Saint-Dominique de Bonifacio

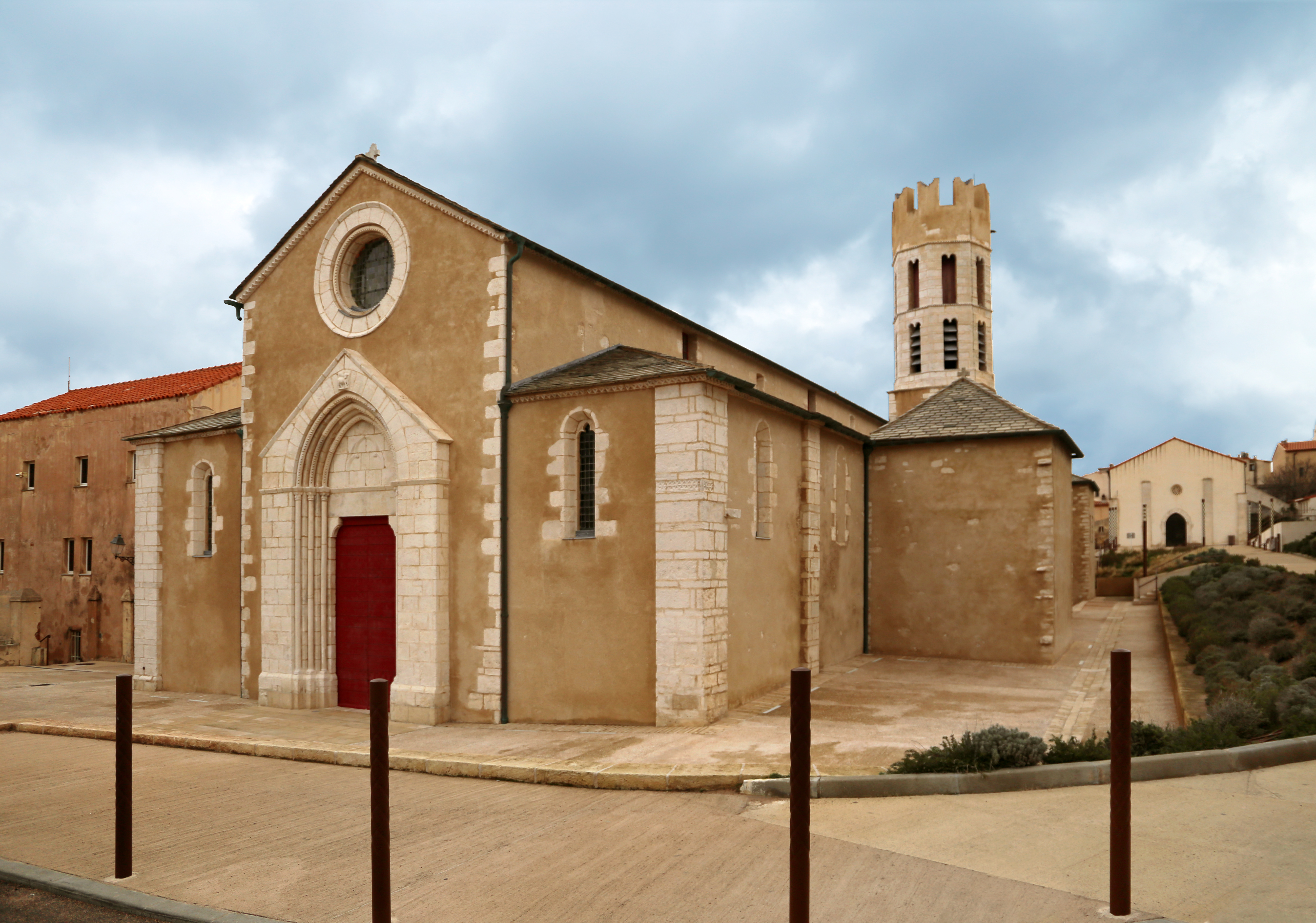

L'église Saint-Dominique est une église catholique située à Bonifacio, dans le département français de la Corse-du-Sud.

## Localisation
L'église est située dans l'enceinte de la citadelle, dans la partie ouest du centre historique, à côté de la mairie de Bonifacio.

## Historique
L'église fut édifiée à partir de la fin du XIIIe siècle. Elle était au cœur d'un ancien couvent dominicain, aujourd'hui disparu.
L'édifice est classé au titre des monuments historiques en 1862.
Le 30 Mai 1893, c'est dans l'église Saint Dominique de Bonifacio qu'est prononcée l'oraison funèbre du Cardinal Thomas-Marie Zigliara, natif de la ville.

## Description
L'église présente des éléments de style gothique, bien que la sobriété de son aspect extérieur rappelle l'architecture romane. La présence d'éléments de style gothique est particulièrement rare en Corse. C'est aussi l'église la plus vaste de l'île.
Son clocher a une structure originale : d'une base carrée, il devient ensuite octogonal et est couronné par des créneaux.
Le plan est constitué d'une nef à six travées et de deux chapelles carrées sur les côtés,.